# Vapenmantel

Röd vapenmantel.

Rött vapentält.

Vapenmantel är ett heraldiskt attribut i form av en mantel som omsluter skölden. De förekommer främst i kungliga vapen, men ibland även i furstliga och adliga. En vapenmantel försedd med en välvd baldakin kallas för vapentält.
Vapenmantlar är ofta krönta med rangkrona, uppknutna på båda sidor med tofsprydda snören, samt försedda med fransar. Vanligtvis är den röd, blå eller purpurfärgad, och invändigt fodrad med hermelin, guld eller silver.

## Sverige
Sveriges stora riksvapen kan omges av en vapenmantel av purpur med frans av guld, fodrad med hermelin och uppknuten med guldsnören. Denna mantel är en avbildning av den svenska kungliga manteln. Medlemmarna av kungahuset, vars personliga vapen är varianter på riksvapnet, har också vapenmantlar. Kungen (vars vapen är identiskt med riksvapnet) och drottningen har kungliga mantlar i purpur. Prinsarna och prinsessorna har blå mantlar, vilket är den svenska furstliga manteln.
Vapenmantel förekommer även i vissa adliga vapen istället för hjälmtäcke. De flesta av dem tillhör grevar eller friherrar.

Sveriges riksvapen med kunglig mantel i purpur som vapenmantel.
Serbiens riksvapen är också försett med en vapenmantel i purpur.
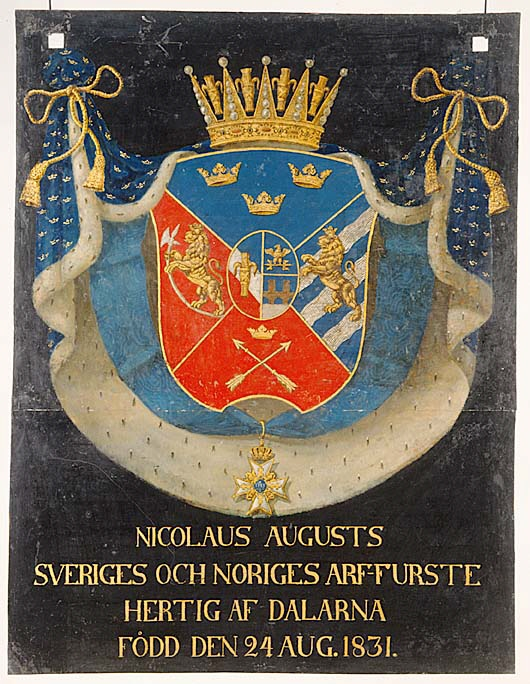
Prins Augusts serafimersköld med en Svensk furstlig mantel som vapenmantel.
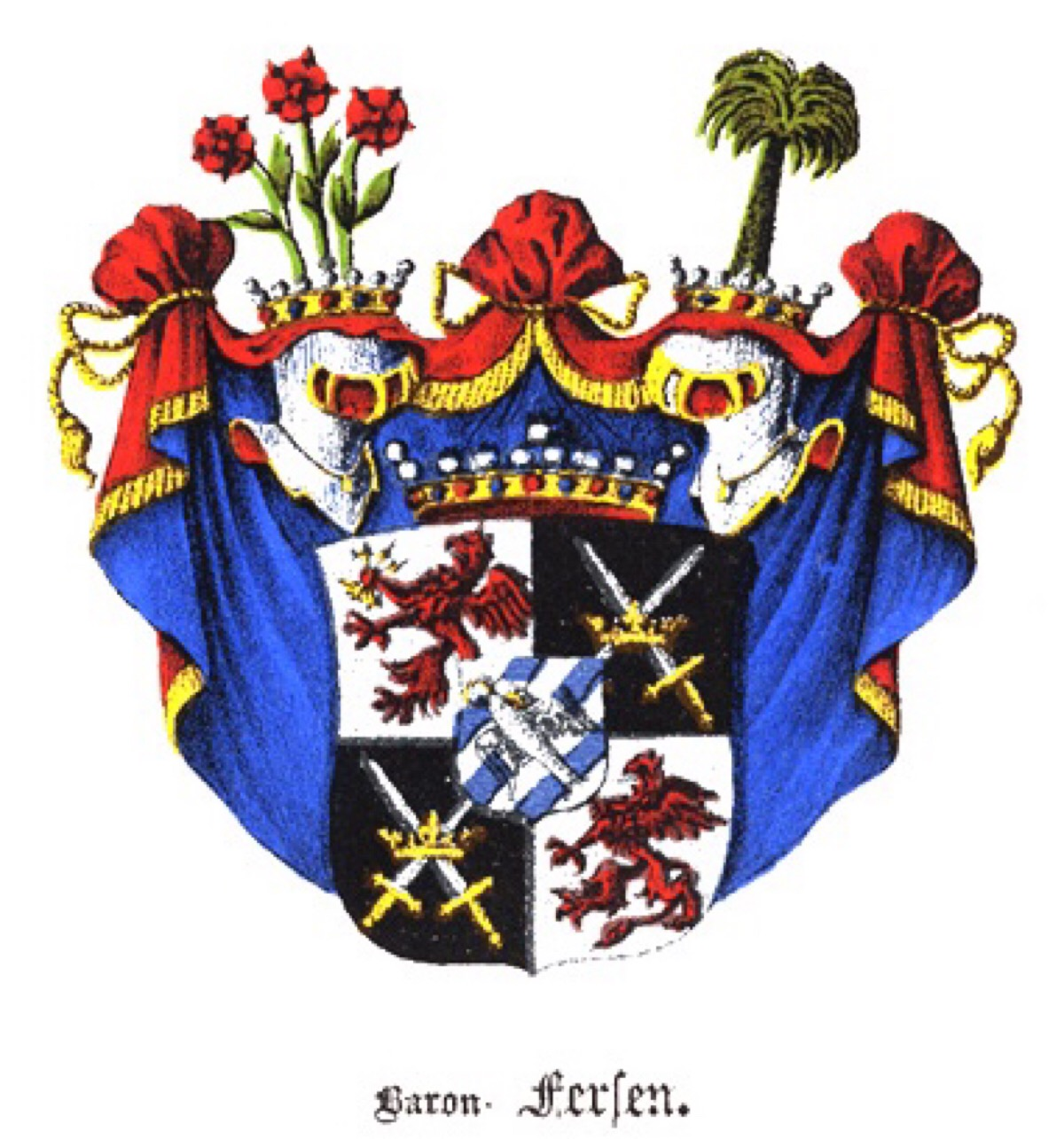
Friherreliga ätten von Fersens vapen med röd vapenmantel med blått foder.
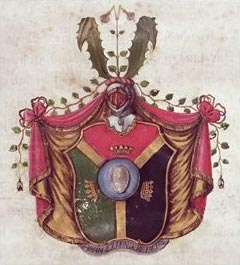
Carl von Linnés vapen med röd guldfodrad vapenmantel.
Nederländernas riksvapen är försett med ett vapentält.